# Дрідорп
Дрідорп (нід. Driedorp) — селище в нідерландській провінції Гелдерланд. Входить до муніципалітету Нейкерк. Перша згадка про населений пункт датується 1874 роком. Його назва має значення «три будинки».

## Галерея

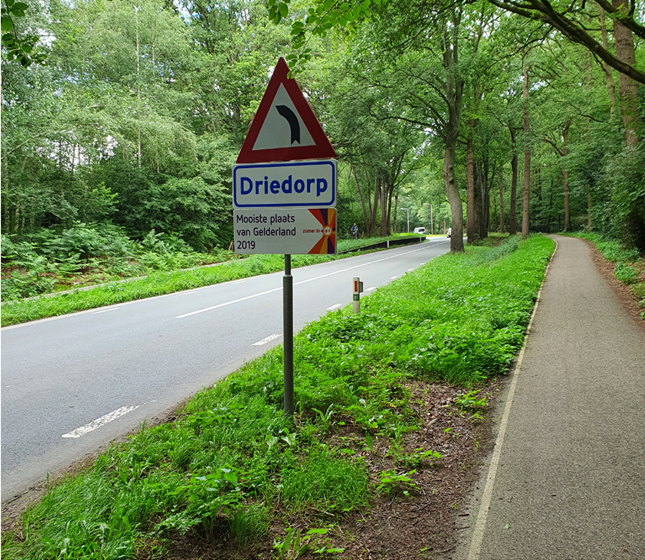
В'їзд до селища